# As Blood Runs Black
As Blood Runs Black to amerykański zespół z Los Angeles. Ich muzykę można określić mianem mieszanki deathcoru i metalcoru. Końcem 2004 r. Leche (ex-perkusista) umieścił w internecie ogłoszenie, że poszukuje ludzi chętnych do współtworzenia zespołu, na które odpowiedzieli Ernie (gitarzysta) i Chris (wokalista). Skład uzupełnił dobry znajomy Leche’a Nick (basista).
Dobrze rokująca i zdobywająca coraz to większą popularność grupa w 2006 roku podpisała kontrakt z Mediaskare Records. Ich debiutancki LP w sklepach ukazał się 6 czerwca 2006 r.

## Członkowie
Aktualni
- Ken Maxwell - wokal (od 2010)
- Ernie Flores - gitara elektryczna (od 2005)
- Nick Stewart - gitara basowa (od 2005)
- Hector „Leche” De Santiago - perkusja (2003–2006, od 2009)

Koncertowi
- Nita Strauss - gitara elektryczna (od 2009)
- Dan Sugerman (Fallen Figure) - gitara elektryczna (2010)
- Josh „Vintage” Parada - gitara elektryczna (2010)

Dawni
- Jonny McBee - wokal (2009–2010)
- Chris Blair - wokal (2005–2008)
- Sal Roldan - gitara elektryczna (2006–2008)
- Ryan Thomas - perkusja (2007)
- Bijon Roybal - gitara elektryczna (2003–2005)
- Kyle Hasenstab - gitara basowa (2003–2005)
- Richard Reyes - wokal (2003–2005)
- Louie Ruvalacaba - wokal (2003–2005)
- Enrique Martin Jr. - wokal (2003–2004)
- Jose „Peke” Davila - gitara basowa (2004)
- Ryan Halpert - perkusja (2007–2009)

## Dyskografia
- (2004) Demo
- (2005) Demo 2
- (2006) Demo 3
- (2006) Allegiance
- (2008) Pre Production Demo
- (2011) Instinct
- (2014) Ground Zero